# 中山地下街
中山地下街（別稱R區地下街），原名台北捷運大街（原英譯Taipei Easy Mall），位於台灣台北市中山區、大同區區界，台北車站至雙連站間，中山站至雙連站間位於心中山線形公園地下，是台北市境內眾多地下商店街之一。
中山地下街和東區地下街管理單位皆是臺北大眾捷運股份有限公司。

## 地下街構造及位置

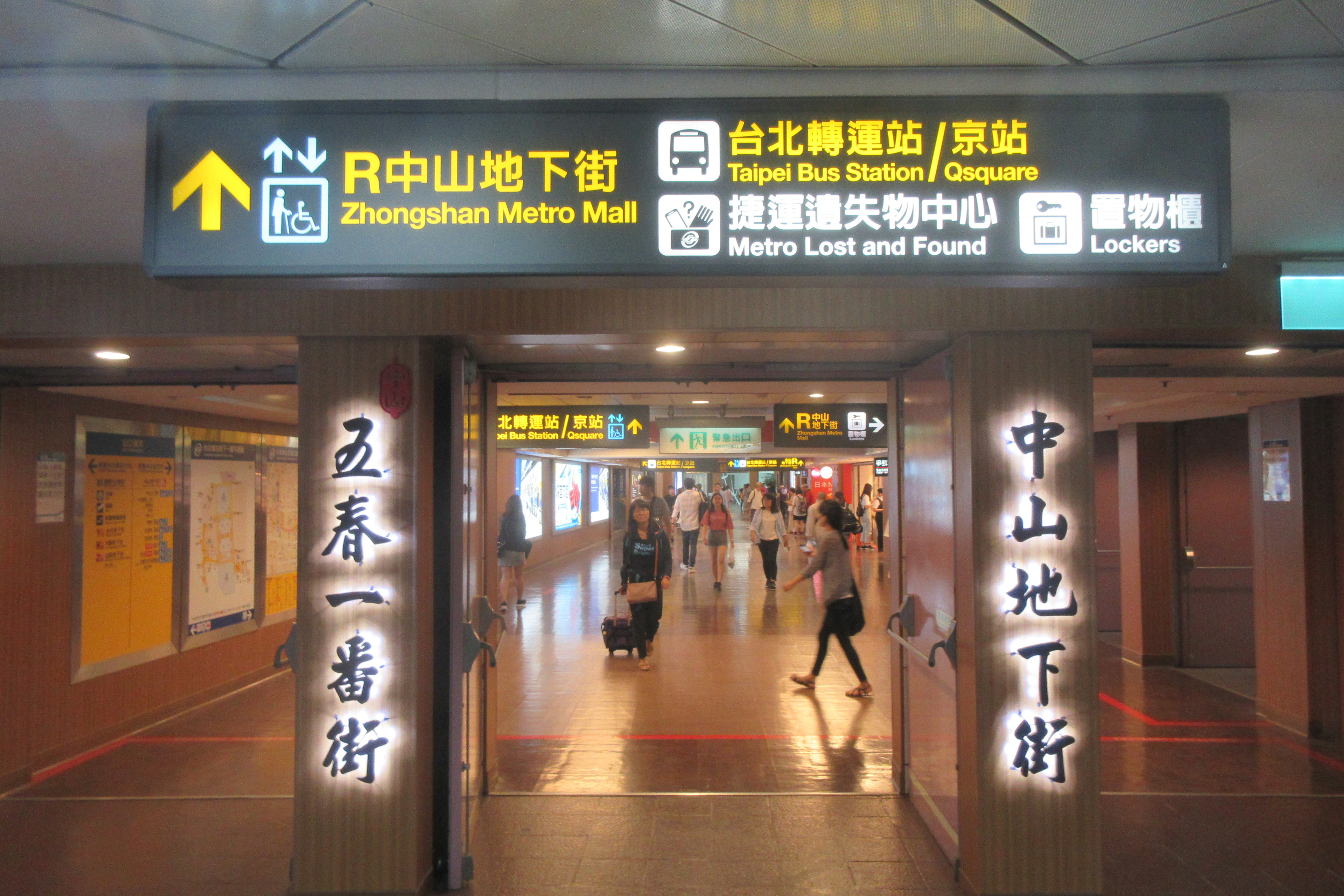
台北車站通往中山地下街入口（2019年）

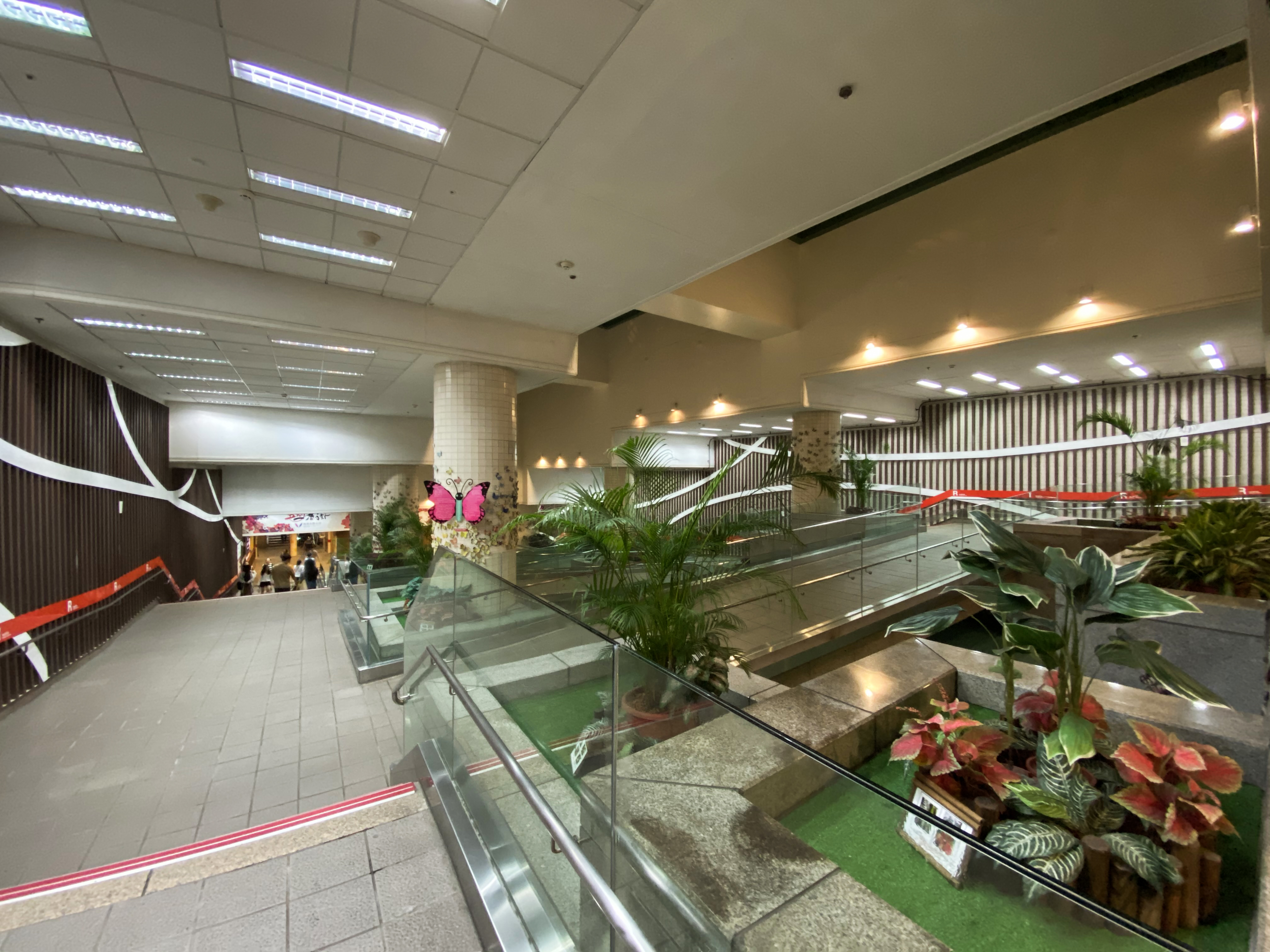
中山地下街空間（2019年）

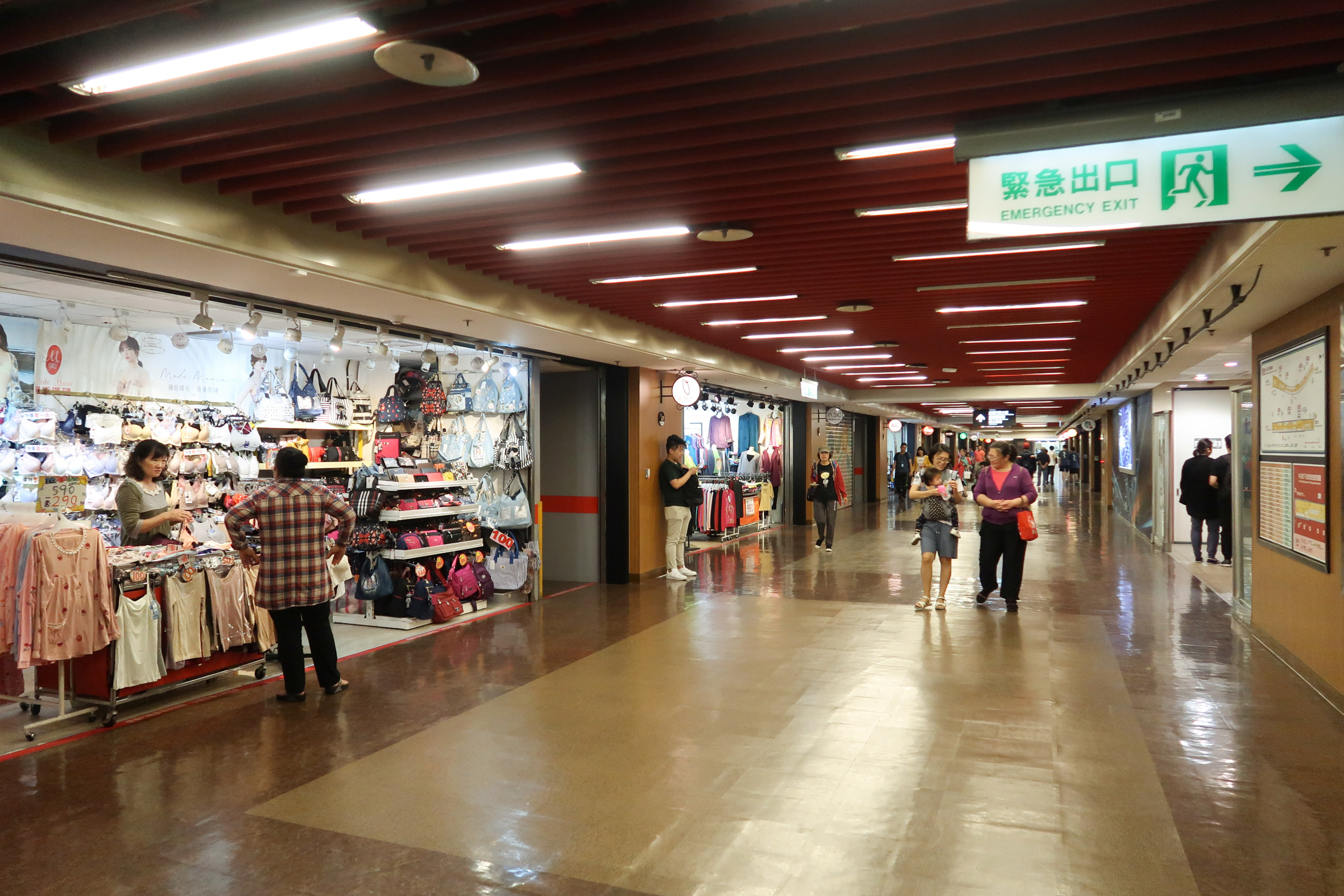
中山地下街內部（2019年）

中山地下街北起捷運 淡水信義線雙連站南端，南至車站北端，所在樓層等同於地下一樓穿堂層，全長815公尺。7個出入口與4個緊急出口，均以英文字母R為編號開頭。
| 出入口    | 圖片 | 位置                                         |
| --------- | ---- | -------------------------------------------- |
| 出入口R1  |      | 市民大道 臺北轉運站（地下連通） 京站時尚廣場 |
| 出入口R2  |      | 華陰街                                       |
| 出入口R3  |      | 緊急出口                                     |
| 出入口R4  |      | 長安西路-台北當代藝術館（暫停開放）          |
| 出入口R5  |      | 長安西路（暫停開放）                         |
| 出入口R6  |      | 緊急出口                                     |
| 出入口R7  |      | 赤峰街-好玩藝地下學苑                        |
| 出入口R8  |      | 緊急出口                                     |
| 出入口R9  |      | 中山運動中心-地下實驗‧創意秀場               |
| 出入口R10 |      | 捷運行政大樓-當代文創聚落                    |
| 出入口R11 |      | 緊急出口                                     |

## 利用狀況

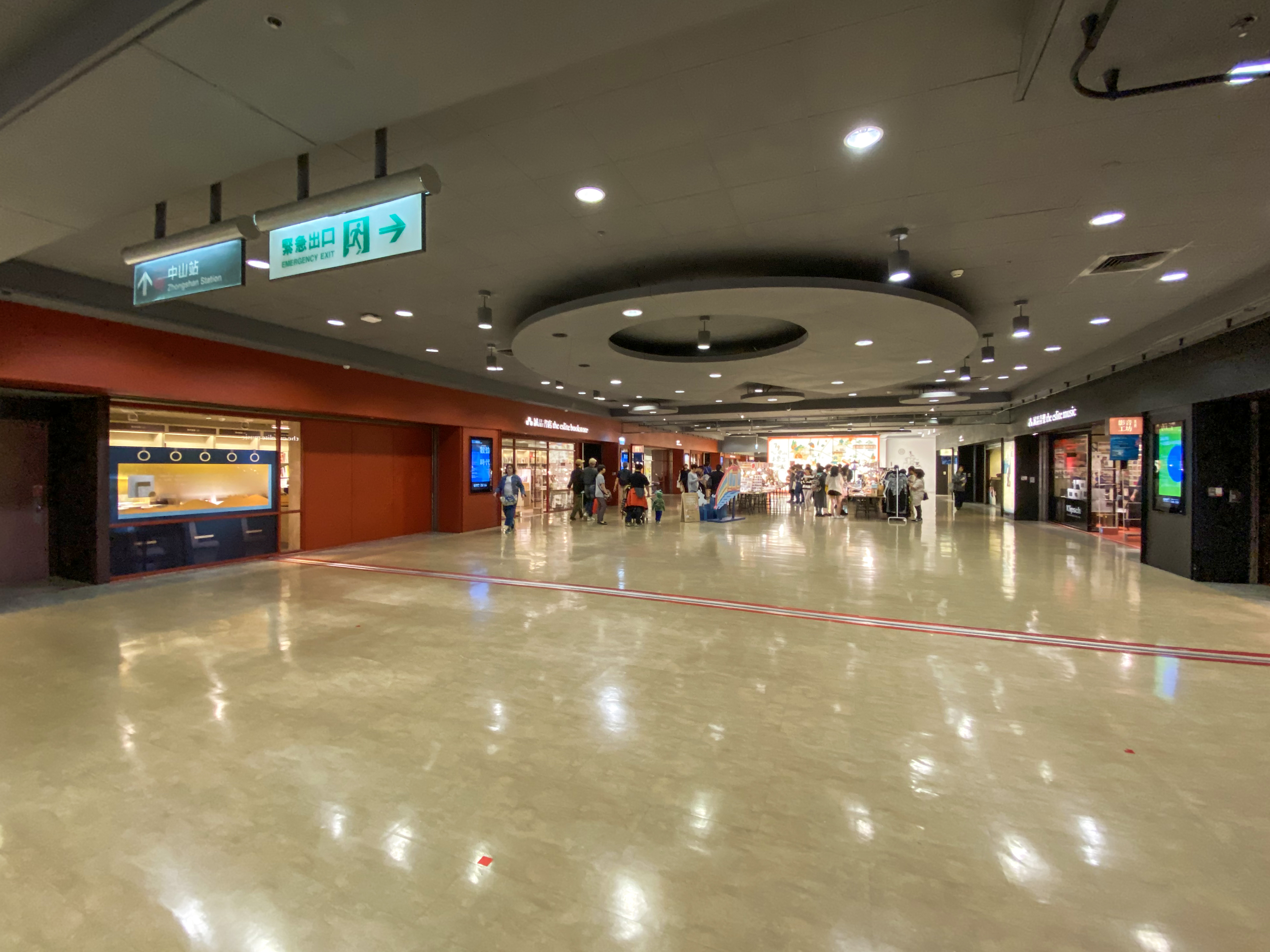
誠品書店自2017年起經營中山地下書街

目前中山站至爵士廣場為地下書街「誠品R79」；臺北車站至中山站、爵士廣場至雙連站為五春一番街。
過去「中山－雙連」段常常可以見到很多人在各個角落練習舞蹈或啦啦隊，也因為書街營業而移至爵士廣場。

## 歷史
1997年3月：配合台北捷運淡水線「淡水-中山」段通車，啟用台北捷運大街，以供旅客轉乘台鐵。
1998年10月下旬：啟運通商國際股份有限公司標得台北捷運大街承租權，並與台北捷運公司簽定合約。
1999年5月：台北捷運大街開始試賣。
2000年1月：台北捷運大街正式對外營運。
2004年2月：合約到期。啟運通商國際股份有限公司退出營運，並暫停營業。台北捷運公司進行重新招標。
2004年11月：台北捷運大街更名為中山地下街，大眾針織股份有限公司標得台北車站－中山段承租權。
2006年8月：中山地下街於中山站至雙連站之間成立地下書街，由藝殿國際圖書公司經營。
2008年10月：台北當代藝術館「地下實驗‧創意秀場」進駐。
2009年10月：台北當代藝術館「好玩藝‧地下學苑」進駐。
2010年3月：台北當代藝術館「當代文創聚落」進駐。
2012年2月1日：由於水管漏水，導致中山地下街淹水，造成商家損失。約十分鐘後重新開放通行。
2012年4月：新得標廠商MIKI接手經營中山地下街，並進行全面街道改裝。MIKI經營範圍為台北車站至中山站段、爵士廣場至雙連站段。
2017年3月：藝殿國際圖書公司退出中山地下書街營運，新得標廠商為誠品書店。經營中山站至爵士廣場段，命名為誠品R79。

## 腳註

## 外部連結
- 中山地下街-捷運地下街資訊.臺北大眾捷運股份有限公司.2023-10-18（页面存档备份，存于）
- 捷運地下街:中山地下街-宣導專區.臺北大眾捷運股份有限公司.2015-12-31 （页面存档备份，存于）
- 捷運中山地下書街  臺北旅遊網 （页面存档备份，存于）
- 誠品R79店的服務資訊 （页面存档备份，存于）